# LSD (музичний гурт)
LSD — музичний гурт, що складається з британського музиканта Labrinth, Австралійської співачки Sia і американського ді-джея та продюсера Diplo. Гурт випустив три сингли, які увійдуть до їхнього майбутнього дебютного студійного альбому, який повинен вийти у вересні 2018 року.

## Історія
3 травня 2018, LSD випустили сингл під назвою «Genius», разом з анімованим музичним відео. 10 травня, вони дебютували з піснею «Audio», а також її музичне відео. 9 серпня вийшов новий трек під назвою «Thunderclouds». Група випустить свій дебютний альбом у вересні.

## Дискографія

### Студійні альбоми
| Назва                              | Деталі                                                                            | Найвищі позиції в чартах | Найвищі позиції в чартах | Найвищі позиції в чартах | Найвищі позиції в чартах | Найвищі позиції в чартах | Найвищі позиції в чартах | Найвищі позиції в чартах | Найвищі позиції в чартах | Найвищі позиції в чартах | Найвищі позиції в чартах |
| Назва                              | Деталі                                                                            | AUS                      | BEL (FL)                 | GER                      | IRE                      | ITA                      | NLD                      | NZ                       | SWE                      | UK                       | US                       |
| ---------------------------------- | --------------------------------------------------------------------------------- | ------------------------ | ------------------------ | ------------------------ | ------------------------ | ------------------------ | ------------------------ | ------------------------ | ------------------------ | ------------------------ | ------------------------ |
| Labrinth, Sia & Diplo Present… LSD | - Вийшов: 12 April 2019 - Лейбл: Columbia - Формати: CD, LP, цифрове завантаження | 49                       | 72                       | 49                       | 45                       | 53                       | 16                       | 35                       | 17                       | 44                       | 70                       |

### Сингли
| Назва                                                             | Рік  | Найвищі позиції в чартах | Найвищі позиції в чартах | Найвищі позиції в чартах | Найвищі позиції в чартах | Найвищі позиції в чартах | Найвищі позиції в чартах | Найвищі позиції в чартах | Найвищі позиції в чартах | Найвищі позиції в чартах | Найвищі позиції в чартах | Сертифікації                                                                | Альбом                             |
| Назва                                                             | Рік  | AUS                      | CAN                      | FRA                      | GER                      | ITA                      | NZ                       | SWE                      | SWI                      | UK                       | US                       | Сертифікації                                                                | Альбом                             |
| ----------------------------------------------------------------- | ---- | ------------------------ | ------------------------ | ------------------------ | ------------------------ | ------------------------ | ------------------------ | ------------------------ | ------------------------ | ------------------------ | ------------------------ | --------------------------------------------------------------------------- | ---------------------------------- |
| «Genius»                                                          | 2018 | —                        | 75                       | 173                      | 79                       | —                        | —                        | 81                       | 84                       | 72                       | —                        | - ARIA: Gold - MC: Platinum - RIAA: Gold                                    | Labrinth, Sia & Diplo Present… LSD |
| «Audio»                                                           | 2018 | 91                       | —                        | 34                       | —                        | —                        | —                        | 69                       | 75                       | —                        | —                        | - RIAA: Gold - ARIA: Gold - MC: Gold - SNEP: Gold                           | Labrinth, Sia & Diplo Present… LSD |
| «Thunderclouds»                                                   | 2018 | 69                       | 62                       | 3                        | 56                       | 24                       | 38                       | 80                       | 38                       | 17                       | 67                       | - ARIA: Gold - BPI: Silver - FIMI: Platinum - MC: Platinum - RIAA: Platinum | Labrinth, Sia & Diplo Present… LSD |
| «Mountains»                                                       | 2018 | —                        | —                        | —                        | —                        | —                        | —                        | —                        | —                        | —                        | —                        |                                                                             | Labrinth, Sia & Diplo Present… LSD |
| «Genius» (Lil Wayne remix)                                        | 2019 | —                        | —                        | —                        | —                        | —                        | —                        | —                        | —                        | —                        | —                        |                                                                             | Labrinth, Sia & Diplo Present… LSD |
| «No New Friends»                                                  | 2019 | —                        | —                        | 173                      | —                        | —                        | —                        | —                        | —                        | —                        | —                        |                                                                             | Labrinth, Sia & Diplo Present… LSD |
| «—»: запис не потрапив у чарт або не випускався на тій території. |      |                          |                          |                          |                          |                          |                          |                          |                          |                          |                          |                                                                             |                                    |

## Уточнення
1. ↑  "Genius" не потрапила у NZ Top 40 Singles Chart, але досягла третього місця у NZ Heatseeker Singles Chart.[31]
2. ↑  "Audio" не потрапила у NZ Top 40 Singles Chart, але досягла третього місця у NZ Heatseeker Singles Chart.[35]
3. ↑  "No New Friends" не потрапила у NZ Top 40 Singles Chart, але досягла десятого місця у NZ Hot Singles Chart.[40]
4. ↑  "No New Friends" не потрапила у Swedish Singellista Chart, але досягла восьмого місця у the Swedish Heatseeker Chart.[41]